# Neovermilia globula
Neovermilia globula är en ringmaskart som först beskrevs av Dew 1959.  Neovermilia globula ingår i släktet Neovermilia och familjen Serpulidae. Inga underarter finns listade i Catalogue of Life.